# Tuân Yển
Tuân Yển (chữ Hán: 荀偃, bính âm: Xún Yǎn), hay Trung Hàng Yển (中行偃), tên tự là Bá Du (伯游), tức Trung Hàng Hiến tử (中行献子) là vị tông chủ thứ ba của họ Trung Hàng, một trong lục khanh nước Tấn thời Xuân Thu trong lịch sử Trung Quốc.
Tuân Yển là con của Tuân Canh, vị tông chủ thứ hai của họ Trung Hàng. Năm 576 TCN, Tuân Canh mất, Tuân Yển lên kế tập, làm Đại phu nước Tấn, được phong làm Thượng quân tá.

## Giết Tấn Lệ công
Năm 575 TCN, Tấn giao chiến với Sở tại Yển Lăng, Tuân Yển lập được công lớn, giúp Tấn đánh bại Sở, cùng lúc Trung quân tá Sĩ Tiếp mất, Tấn Lệ công phong cho Tuân Yển lên thay làm Trung quân tá, tức Thứ khanh nước Tấn.
Tấn Lệ công muốn bỏ các đại phu mà cho các họ ngoại thích vào làm quan. Anh vợ của Lệ công là Tư Đồng có hiềm khích với Khước Chí (郤至); Loan Thư cũng giận Khước Chí không cùng ý kiến với mình khi giao tranh với quân Sở, nên xảy ra thù oán trong triều đình nên cùng nhau gièm pha Khước Chí với Tấn Lệ công.
Tháng 12 năm 574 TCN, Tấn Lệ công sai Tư Đồng mang 800 quân đánh úp ba nhà họ Khước, bắt giết hết cả họ. Nhân đó Tư Đồng muốn trừ khử cả Tuân Yển và Loan Thư, bèn bắt hai người đến triều đình, khuyên Tấn Lệ công giết luôn. Tấn Lệ công thấy giết người quá nhiều không nỡ ra tay., tạ lỗi với Loan Thư và Tuân Yển và thả hai người về.
Loan Thư và Tuân Yển sợ sẽ bị giết, bèn bàn nhau ra tay trước. Tháng chạp nhuận năm 573 TCN, Loan Thư và Tuân Yển nhân lúc Tấn Lệ công ra ngoài chơi bèn mang quân đánh úp, bắt sống Tấn Lệ công giam lại, sau 6 ngày thì giết chết và lập công tử Chu lên ngôi, tức Tấn Điệu công, Điệu công giáng Tuân Yển xuống làm Thượng quân tá.

## Chính khanh nước Tấn
Năm 560 TCN, chính khanh nước Tấn là Tuân Oanh qua đời, đáng lẽ thứ khanh là Sĩ Mang nối chức, nhưng Sĩ Mang nhường cho Tuân Yển làm Trung quân Nguyên soái.
Năm 559 TCN, Tấn Điệu công sai Tuân Yển dẫn quân đánh nước Tần, đến năm 557 TCN, Tuân Yển hội quân các chư hầu Tống, Lỗ, Vệ ở đất Trạm, cùng đem quân đánh nước Sở, đánh bại quân Sở.
Năm 556 TCN, Tề Linh công lấn chiếm biên giới phía bắc nước Lỗ. Tấn Bình công sai Tuân Yển tập hợp quân các nước Tống, Lỗ, Vệ, Cử, Chu, Trịnh, Đằng, Tiết, Hình, Kỷ, Tiểu Chu (小邾) cùng đánh Tề. Tuân Yển sai cắm nhiều cờ trong rừng làm nghi binh khiến quân Tề tưởng rằng quân các nước rất đông đảo.
Tề Linh công thấy thanh thế liên quân 12 nước rất lớn, bỏ chạy về cố thủ ở kinh thành Lâm Tri. Quân Tấn cùng các nước chư hầu đuổi theo vây thành Lâm Tri, đốt phá nhà cửa ở ngoại thành rồi rút đi.
Năm 554 TCN, Tuân Yển bị bệnh nặng. Biết không qua khỏi, ông cho con là Tuân Ngô lên thế tập. Ngày 20 tháng 2 năm đó, Tuân Yển qua đời. Do không rõ Tuân Yển sinh năm nào nên không biết lúc mất, ông được bao nhiêu tuổi. Sĩ Mang lên thay làm Trung quân Nguyên soái.